# Wanda Aleksandra Stanisławska
Wanda Aleksandra Stanisławska z domu Kamocka, ps. i krypt.: A.P., A. Pil, Aleks. Pilawa, Aleksander Pilawa, O. Pilawa, Olgierd Pilawa, Pilawa, Dziad Onufer Kciuk, W. St. Płomieńczyk, Antoni Zbrowski, P. Pil., W.S., W. St., W. Stan., Wanstanis (ur. 21 września 1875 w Łodzi, zm. 29 czerwca 1966 w Gdańsku) – polska poetka, prozaiczka, dramaturżka, krytyczka teatralna.

## Życiorys
W dzieciństwie mieszkała w Łodzi. Od 1884 roku uczyła się w Warszawie na tajnej pensji sióstr Gleinich, a także kształciła się w zakresie muzyki i malarstwa. W 1896 roku zamieszkała z mężem w Dąbrowie Górniczej, następnie w Będzinie. Po śmierci ojca zamieszkała z mężem w Łodzi, a w 1907 roku przenieśli się do Warszawy. Jako literatka debiutowała w „Wędrowcu” (1892). Systematycznie zaczęła pisać w 1900 roku, a swój pierwszy tom poezji, Szare kartki, wydała w 1907.
Po rozstaniu z mężem w 1908 roku zamieszkała z dziećmi w Wilnie, gdzie publikowała na łamach: „Jednodniówki literackiej na kolonie letnie”, „Kuriera Litewskiego” i jego dodatku „Życia Ilustrowanego”. Działała w kręgu Ferdynanda Ruszyca i od 1909 roku należała m.in. wraz z Benedyktem Hertzem i Jerzym Jankowskim do wileńskiej grupy artystycznej „Banda”, w ramach której zajmowała się malarstwem, rysunkiem, śpiewem, grą na fortepianie, pisaniem piosenek i aktorstwem, m.in. w kabarecie „Kukuryku”. Spotkania „Bandy” odbywały się w mieszkaniu Stanisławskiej, na Brzegu Antokolskim nad Wilejką. Grupa opublikowała swoje działania artystyczne w tomie zbiorowym pt. Żórawce (Wilno 1910), w którym opublikowała wiersze, rysunki oraz opowiadanie Pożegnanie.
Poezja Stanisławskiej w latach 20. XX w. stylistycznie nawiązywała do Młodej Polski, romantyzmu i bywała wzbogacona o elementy ekspresjonizmu. W latach 1908–1975 kilkukrotnie pojawiały się w antologiach, lecz za wyjątkiem tomiku Szare Kartki, nie zostały one zebrane. Była to przede wszystkim liryka okolicznościowa, patriotyczna (z lat 1919–1920) oraz regionalna, nawiązująca do historii Wilna. Od początku 1909 publikowała na łamach „Gońca Wileńskiego” i jego kontynuatora – „Gońca Codziennego”, od 1909 roku pracowała także w redakcji wileńskiego tygodnika chrześcijańsko-ludowego „Przyjaciel”, na łamach którego publikowała powieść „Wychodźcy” (nr 8–52, 1913), gdzie opisywała emigrację zarobkową do Brazylii.
Podczas I wojny światowej przebywała w Wilnie. Od 1915 roku utrzymywała się z lekcji rysunku m.in. w Seminarium Nauczycielskim im. Królowej Jadwigi, w którym pracowała co najmniej do 1930 roku, a także uprawiała malarstwo dekoracyjne. Od 1919 roku pracowała w „Dzienniku Wileńskim” m.in. jako sprawozdawca teatralny (ps. „Pilawa”). W 1921 roku zadebiutowała jako dramaturg na scenie wileńskiej. Najczęściej realizowała dramaturgię popularną, przeznaczoną dla dzieci i młodzieży, opartą na baśniach, przekazach ludowych i historycznych. Była reprezentantką epigonizmu. W dwudziestoleciu międzywojennym jej publicystyka miała charakter konserwatywny, sympatyzowała z Narodową Demokracją, reprezentowała poglądy antyrosyjskie, antysowieckie, niekiedy antysemickie, była wyczulona na problemy moralnego, narodowego i katolickiego wychowania młodzieży.
Podczas II wojny światowej przebywała w Wilnie. Po repatriacji, od 1945 mieszkała wraz z córką w Wandą, początkowo w Toruniu, następnie w Olsztynie, Bielsku-Białej, następnie po 1949 roku w Gdyni, Sopocie, Gdańsku, Łodzi oraz ponownie w Gdańsku, gdzie zmarła w zapomnieniu.
Została pochowana na cmentarzu Srebrzysko w Gdańsku (rejon IX, taras 1 wojsk., rząd 1 nr 92).

### Życie prywatne
Była córką rejenta Jana Kamockiego i Eugenii z domu Korwin Maternickiej (1847–1880), wnuczką Franciszka Korwin-Maternickego, literata i bibliofila. Jej mężem (ślub: 29 stycznia 1896 w Łodzi) był Adam Ignacy Stanisławski, siostrzeniec Marii Konopnickiej, prawnik i sędzia Sądu Apelacyjnego w Warszawie. Para miała troje dzieci: Janusza Lucjana (1896–1914), lekarza pediatrę, Jadwigę (1899–1977), oraz Wandę Stanisławską-Lothe (1908–1985), aktorkę, matkę aktorki Jolanty Lothe.

## Wyróżnienia
- 1912: II nagroda (pierwszej nie przyznano) w konkursie „Kuriera Litewskiego” na nowelę z przeszłości Litwy i Białorusi za Pierwszą miłość Anielki („Kurier Literacki” 1913)[1].

## Publikacje

### Powieści
- Wychodźcy („Kurier Litewski” 1913)
- Pierwsza miłość Anielki („Kurier Litewski” 1913)

### Poezje
- Szare kartki (Kraków 1907),
- Kato (1908),

### Dramaty
- Kulig sprzed stu laty (1921),
- Powrotnym szlakiem (1921),
- Betlejem na Kresach (1921),
- Igrzyska na Zamku Dolnym za czasów Zygmunta Augusta i Barbary (z r. 1548) (1922),
- Jaś i Małgosia (1923),
- Jadwiga (1924),
- Posiedzenie (1924),
- Dudek (przed 1926),
- Huragan (przed 1926),
- Skrzydlaty król (przed 1926),
- Resurccturi (Wilno 1929)
- Królewicz Rak (1930),
- Z pałacu do cyrku (1933),
- O sierotce Dorotce (1933),
- Mały gazeciarz (1935),
- Matka (1936),
- Kasperek i Balcerek (1936),
- Gość z dachu (1936)[1].